# Joan Roca i Pinet

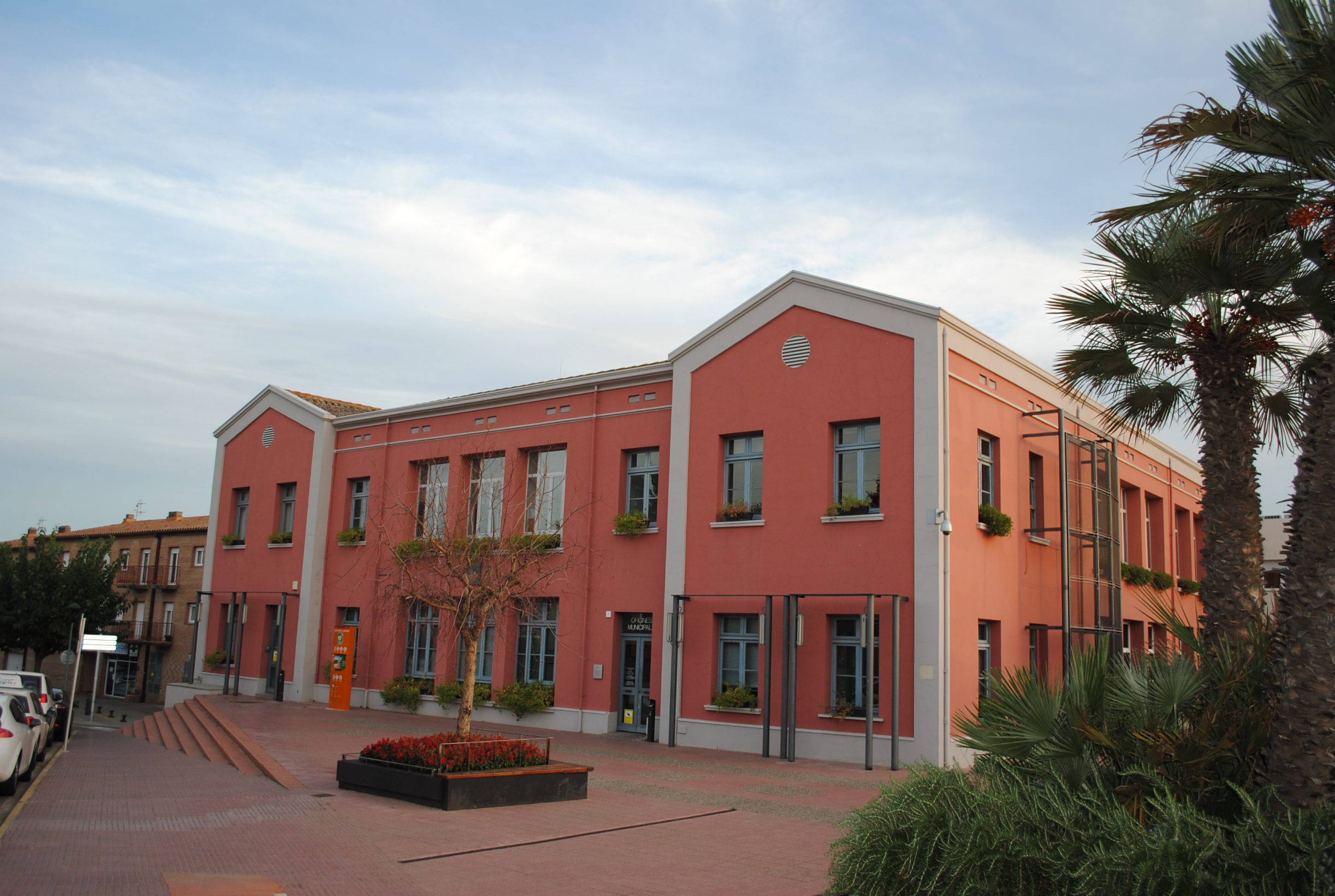
Col·legi de Calonge (1937-1939), actualment Ajuntament

Joan Roca i Pinet (Girona, 19 d'agost de 1885-ibidem, 16 de gener de 1973) va ser un arquitecte, interiorista i dissenyador de mobles català.

## Biografia
Va néixer a Girona el 1885, fill d'Enric Roca Nogués i Dolors Pinet Escarpenter. Va estudiar a l'Escola Tècnica Superior d'Arquitectura de Barcelona, on es va titular el 1910. Entre 1913 i 1918 va ser arquitecte municipal d'Olot i, des de 1918, arquitecte d'Hisenda a la província de Girona.
Va passar pel modernisme (casa Norat, 1912, Girona; casa Dalmau, 1917, Girona) i el noucentisme (casa Masllorens, 1927, Olot; casa Barceló, 1929, Girona) fins a desembocar en el racionalisme, estil en el qual va construir la casa Puig (1934) i la casa Carbó (1935-1936), a Girona. El 1933 va projectar també la reforma del camp de futbol de Vista Alegre. També va construir grups escolars a Ventalló (1934), Cassà de la Selva (1935-1939, actualment CEIP Puig d'Arques) i Calonge (1937-1939, actualment Ajuntament de Calonge).
A Olot va ser artífex de l'Eixample Malagrida, una iniciativa de l'indià Manuel Malagrida i Fontanet que preveia una ciutat-jardí amb zones verdes i xalets aïllats, en dos grans cercles radiocèntrics que simbolitzarien Espanya i Amèrica, amb un nexe d'unió en el pont de Colom. El projecte es va iniciar el 1916, data en què es va fer la primera fase, dedicada a Espanya; la segona, que va desenvolupar el 1926 Josep Esteve i Corredor, no es va arribar a construir.
Altres obres seves són: el grup escolar de Les Planes d'Hostoles (1911-1912), la Central Elèctrica de Bescanó (1908-1916), la Fàbrica Descals a Olot (1917), la Central Elèctrica Berenguer a Girona (1922-1924), l'Editorial Dalmau Carles Pla a Girona (1927-1934) i la Fàbrica Subiràs-Can Joanetes a Olot (1927-1929).
Entre 1932 i 1936 va ser delegat a la província de Girona del Col·legi d'Arquitectes de Catalunya. El 1937 va substituir a Ricard Giralt com a delegat a Girona del Sindicat d'Arquitectes de Catalunya —l'associació que va substituir al Col·legi durant la Guerra Civil—, càrrec des del qual va planificar diversos grups d'habitatge obrer.
Militant d'Esquerra Republicana de Catalunya, després de la guerra va ser condemnat a «estranyament», és a dir, abandonar la seva ciutat i instal·lar-se durant quatre anys a 1000 km d'aquesta. El 1942 va ser inhabilitat per cinc anys per a càrrecs públics i directius, en el si d'una depuració d'arquitectes vinculats a la República realitzada pel Col·legi d'Arquitectes de Catalunya.
Aquest any es va instal·lar a Sanlúcar de Barrameda (Cadis), on va realitzar algunes obres, com dos projectes d'Escoles Nacionals (1942), la Llotja de la Confraria de Pescadors (1944) i la reforma de l'Hotel Llover per a convertir-lo en hotel municipal (1944).
El 1946 va poder tornar a Girona i, entre els anys 1950 i 1960, va construir diverses cases a Girona, Anglès, Cassà de la Selva, la Cellera de Ter, Caldes de Malavella i altres localitats, així com diversos xalets d'estiueig a Platja d'Aro.